# Voetbalkampioenschap van Saale 1919/20
In 1919/20 werd het dertiende voetbalkampioenschap van Saale gespeeld, dat georganiseerd werd door de Midden-Duitse voetbalbond. Dit seizoen herstructureerde de bond de competitie. De Kreisliga Saale werd opgericht die de competities van Saale en Saale-Elster verenigde. Beide competities bleven dit seizoen apart bestaan. Van Saale-Elster zijn geen standen meer bekend.
De eindstand van de competitie is niet meer bekend, enkel dat Hallescher FC Wacker kampioen werd en zich plaatste voor de Midden-Duitse eindronde. Deze werd niet meer in knock-outfase gespeeld, maar in groepsfase met zes teams. Wacker werd vicekampioen achter VfB Leipzig.

## Kreisliga
| Plaats | Club                      |
| ------ | ------------------------- |
| 1.     | Hallescher FC Wacker 1900 |
| ?      | SV 1898 Halle             |
| ?      | VfL Halle 96              |
| ?      | FV Sportfreunde Halle     |
| ?      | VfL 1912 Merseburg        |
| ?      | SpVgg Borussia 02 Halle   |
| ?      | SV Favorit Halle          |

VfB Merseburg nam de naam VfL 1912 Merseburg aan.
|  | Kampioen, geplaatst voor de Midden-Duitse eindronde |